# Clara Schroth-Lomady
Clara Schroth-Lomady (née à Philadelphie le 5 octobre 1920, et morte à Carlisle en Pennsylvanie le 7 juin 2014) est une gymnaste américaine. Elle participe aux Jeux olympiques d'été de 1948 et aux Jeux olympiques d'été de 1952. En 1948, elle remporte la médaille de bronze au concours général par équipe.

## Palmarès

### Jeux olympiques
- Londres 1948
  -  médaille de bronze.